# Познанський швидкісний трамвай
Познанський швидкісний трамвай, ПШТ (пол. Poznański Szybki Tramwaj) — трамвайна/легка залізнична лінія протяжністю 8,1 кілометри (5,0 миль) у місті Познань, Польща. Колія прокладена поперечно або вздовж магістралі, обладнана вимикачами, що дозволяють їхати по сусідніх коліях. Зупинки, що нагадують залізничні станції, мають свою колірну схему. Дана трамвайна лінія була створена як альтернатива значно дорожчому метро. ПШТ, відкритий у 1997 році, пов'язує густонаселені північні райони з центром міста. Колією курсують трамваї з номерами 12, 14, 15, 16 та 26 (у години пік), а також на нічній лінії N21.

## Будова

### Ідея
Перші концепції побудови швидкісного трамваю в Познані були розроблені наприкінці 1920-х років. Він повинен був поєднати Віняр з Любонем. У зв'язку з інтенсивним розвитком багатоквартирних житлових будинків в північній частині міста у 1970-ті роки почалися проектні роботи щодо лінії метротрам. Підготовчий етап розпочався у 1980 році і через два роки почалося будівництво. 21 січня 1985 року муніципальне управління повністю контролювало надходження інвестицій.
Концепція швидкісного трамваю була розроблена як компроміс між метро і трамваєм у важкі часи для громадського транспорту, коли пріоритетним виглядало інвестування в автомобільне будівництво, з огляду на 50 витрачених років на проектні дослідження для Варшавського метрополітену, без особливих шансів на його будівництво. Планувалося провести поетапну реалізацію, спочатку як «Швидкісна трамвайна лінія» (у середині 1970-х років), з можливістю перебудови на метро. Основою для концепції будівництва були такі тези: найвищий автомобільний індикатор на душу населення в Польщі, найвищий в Польщі показник моторизації на одного мешканця, найвища щільність рухомого складу на одиницю довжини маршруту та заборгованість при виконанні завдань житлового будівництва. Зигмунт Новак (пол. Zygmunt Nowak) писав: Тоді ви повинні розробити нову якість з наявними ресурсами, іншими словами, з трамвайного рухомого складу, який доступний, ви повинні створити і реалізувати поїзди за схемою подібною до майбутнього метро. Планувалося випустити на лінії чотирьох вагонні поїзди типу 105N з частотою курсування кожні дві хвилини. У годину пік потік мандрівників оцінювався в 13500 пасажирів на годину в одному напрямку. Після закінчення розвитку північної лінії, пасажиропотік в центрі міста мав складати до 25000 пасажирів.
Маршрут був запланований як абсолютно пряма лінія, з великими радіусом колій, з тяговими колонами на коліях, силовими кабелями живлення та зворотного зв'язку, що розташовані у проміжках між коліями, випрямляючими станціями кожні 2 км та освітленням на кожній станції з розташуванням джерела світла на відстані 100 м для уникнення засліплення пасажирів. Контроль руху повинен був базуватися на автоматичному лінійному блоці (залізниці). Передбачалося, що 30-50 % мандрівників дістаються станції пішки, а на 3-15 % — автомобілем до паркувальних майданчиків на кшталт «залиш та іди». Планувалися місця для вертикальної пересадки пасажирів (автобусні зупинки розміщені на магістралях над зупинками PST).

### Труднощі
Однак під час будівництва було внесено багато модифікацій. Спочатку фінансування будівництва здійснювалось з приховуванням від центрального уряду (перші два роки не було ніякої угоди про це інвестиції), і гроші були переведені з бюджету воєводства на капітальний та дорожній ремонт. Першим інвестором було Управління доріг і мостів, однак, через обсяг робіт, які повинні були бути зроблені в 1985 році, призначено Управління будівництвом швидкісного трамваю Познані, що було розпущено після завершення інвестування (місто взяло на себе управління будівництва від 21 січня 1985). 20 березня 1985 р. створено інший орган — Соціальна рада з будівництва швидкісного трамваю Познані, під головуванням заступника міського голови Богдана Заставного. Внаслідок браку фінансових ресурсів робота йшла дуже повільно. Спочатку передбачалося, що маршрут ПШТ буде незалежною автономною системою, а далі буде побудований спеціальне депо, що в даний час будується на півдорозі між зупинками вулиць Солідарність i Лечічка. Тим часом через розвиток міських залізниць в усьому світі було вирішено відмовитися від моделі окремої залізниці та йти до більш сучасної системи, яка з'єднує швидкісну мережу трамваїв з традиційною.

### Зупинки
Нарешті було вирішено побудувати 6 зупинок:
• Житловий масив Собєського – петля
• Шимановського
• Курпінського
• Лехіцька
• Сербська
• Слов'янська
Була також запланована сьома зупинка ПШТ Велика, яка в кінцевому рахунку не була реалізована. На перехресті маршруту ПШТ та Великопольській алеї є видимі бетонні опори, які повинні слугувати для цієї зупинки.

## Нова гілка Західна станція
22 серпня 2011 року розпочато будівництво пропущеної ділянки траси, яка з'єднала основну гілку швидкісного трамваю з головним вокзалом. Нова секція була створена як цілком автономна система трамвайного маршруту протяжністю більше двох кілометрів. Новий маршрут закінчується петлею за сьомою платформою залізничного вокзалу. Крім того, збудовано відгалуження до вул. Глоговська. Як результат, лінії 12 та 14 візьмуть новий маршрут, звільнивши перевантажену трафіком трамвайну систему уздовж вул. Рузвельт. Це безпосередньо вплинуло на скорочення часу пересування пасажирів. Завдяки новій колії з'явилася можливість запустити повністю незалежну трамвайну лінію, яка працює лише вздовж маршруту PST, з можливістю експлуатації рухомого складу більше ніж 32 метри. На новому маршруті відкрито станцію Західну та Театральний міст, останній повинен був працювати лише до завершення реконструкції навколо Капонієра, але в 2016 році було вирішено залишити зупинку на постійній основі.

## Маршрут
Маршрут має вирішальне значення для комунікації в центрі та на півночі міста. Його потужність сягає 6000 осіб на годину. Маршрут обслуговують шість щоденних маршрутів (12, 14, 15, 16, 19, 20) і один нічний (201).
На маршруті 8 зупинок, кожна з 6-ти ділянок між станціями на відрізку від Собєського корпусу — Театрального мосту довжиною 96 метрів, працює система гучномовців, що дозволяє передавати голосові повідомлення пасажирам, годинники, а також на зупинках в напрямку центру розміщені автомати для купівлі паперових білетів. Кожна зупинка має свій окремий колір.
На маршруті ПШТ налічується 7 дорожніх віадуків, один залізничний, один для трамваїв та три пішохідні мости. Найбільший об'єкт — це естакада над Bogdanką довжиною 693 м. Більша частина маршруту проходить в 6-метровому розкопі. Перед зупинкою Слов'янською i Шимановського розташовані механізми для зміни колії (на зустрічну), вони використовуються під час реконструкції або від'єднання маршруту від трамвайної мережі. У таких випадках на трасі використовуються двосторонні трамваї Düvag GT8ZR, які не потребують петлі, щоб змінити напрямок руху. У вересні 2009 року було розібрано чотири під'їзди, розташовані на таких станціях: Слов'янська та Курпінскі, а напроти станції Лечічка на висоті CH Plaza вилучений 1 транспортний проліт. Причиною цього були обмеження швидкості, що збільшило час проїзду в трамваї та рідкість використання цих витків.

## Історія експлуатації
Існуючий відрізок офіційно відкритий 1 лютого 1997 року, але перший трамвай проїхав на маршруті ПШТ 30 січня 1997 року 0 10:08. Оскільки виробник «Tatry» затримав доставку трамваїв, перший урочистий виїзд за маршрутом був plsqcytybq на придбаному у Німеччині уживаному трамваї № 650 Düwag GT8 (транспортний засіб було вилучено в 2013 році).
1 лютого 1997 року розпочали регулярно курсувати трамваї за трьома маршрутами PST :
- Лінія 12 — відповідає оригінальному маршруту.
- Лінія 14 — спочатку маршрут пролягав за напрямком Собєський корпус — Гарвана — Собєський корпус, 8 лютого 1999 р. маршрут був розширений: Собєський корпус — rondo Kaponiera — Głogowska — Głogowska/Hetmańska, а 10 квітня того ж року його було розширено до Górczyn. У цій варіації лінія діє до цього дня.
- Лінія 15 — працює за початковим маршрутом до сьогодні.

30 листопада 1998 року була запущена нова лінія, позначена буквою D, яка працювала як номер 14, але тільки в години пік. Потім маршрут 14 був направлений до алеї Марцінковскієго і продовжував свою роботу з 10-хвилинним інтервалом до 21.00. Після корегування маршруту 14 до Глоговська, а потім до Гурчин, лінія D була спрямована на алеї Марцінковскієго — з того дня лінія працювала від 5:00 до 19.30. 1 березня 1999 року лінія D проходила через зуп. Стрілянина i кільце Ратає до корпусу Леча (зменшивши інтервал до 20 хвилин), однак, 10 квітня 1999 р. попередній маршрут було відновлено. 23 червня 2002 року позначення лінії D було змінено на номер 16, а 1 жовтня того ж року його маршрут був змінений на Собєський корпус — Великопольська площа — рондо Шрудька — корпус Леча та продовжено час роботи до 21.00. У такому форматі лінія діяла до кінця лютого 2005 року. З 1 березня 2005 року маршрут вже проходив уздовж маршруту Собєський корпус — Великопольська площа, але з більш тривалим часом роботи до 23.00. Маршрут 16 був змінений знову 11 жовтня 2005 р. (Відновлено маршрут від 1 жовтня 2002 р.). З 2 січня 2006 року вранці інтервал між рухомим складом складав 4-6 хвилин. 15 серпня 2007 р. у зв'язку з відкриттям маршруту через міст святого Роча, маршрут «шістнадцять» знову був продовжений до житлового кварталу Lecha, а вранці пікова частота була зменшена. 11 серпня 2012 року маршрут 16 був знову продовжений у зв'язку з відкриттям маршруту до Franowo.

## Склад
Спочатку, для обслуговування траси планувалося використовувати модифікований трамвай Konstal/HCP 105N/2, але остаточно обслуговувати лінію почали трамваї типу Siemens Combino і Konstal 105Na (іноді також Konstal 105NaDK і модернізовані версії Moderus Alfa, Moderus Beta). До кінця 2009 року на маршруті їздили різні вагони Tatra RT6N1, які були вилучені з траси через високу кількість несправностей [10]. Вдень на лінії № 12 часто можна було побачити прототип вагону FPS Puma (в даний час не їздить коліями міста Познань), а на нічній лінії 201 можна зустріти вагони Düwag GT8 (які на початку експлуатації траси працювали на лінії вдень). З грудня 2010 року по лютий 2011 року прототип вагону Solaris Tramino курсував маршрутом № 14. У зв'язку з постачанням 45-ти вагонів Solaris Tramino, вагони Siemens Combino були вилучені з ПШТ, та спрямовані на інші лінії, щоб забезпечити низькорамними трамваями інші частини міста. Зрештою, всі напрямки на маршруті ПШТ повинні обслуговуватися низькорамними трамваями.

## Природа
Маршрут ПШТ має велике значення для геоекосистеми міста, що має вигляд довгого екологічного коридору, який є шляхом міграції рослин і тварин між окремими міськими зонами. Це місце, де відносно рідко бувають люди та домашні тварини, що сприяє дикій фауні та флорі, а також постійному проживанню або міграції тварин. Екологічний коридор виконує важливу функцію з'єднання ділянок природної системи міста — переважно в районі долини Bogdanki та golęcińskiego зеленого клину. Саме тут міграції тварин з центру міста і Piątkowa йдуть до Golęcina та за його межі. Територія естакади Bogdanki — нерозвинена територія, в межах якої розвивається природна флора. Тут також є фауна, зокрема гніздяться птахи. Іншим важливим місцем природи є околиці Fortu Va, де серед інших тварин живуть і кажани.
Основою екосистеми ПШТ є трав'яні поверхні, особливо на високих схилах. Трави утворюють однорідні полотна, перервані в районах станції. Висока рослинність (кущі та чагарники) складає понад 20 % трав'янистого середовища і виконує функцію укріплення та акустичного захисту. Серед тварин на маршруті ПШТ є лисиці, їжаки, зайці, піщані ящірки (захоплені сонячними схилами), боривітри звичайні та дрібні гризуни.
У 2016 році, після реконструкції маршруту, на віадуках вул. Libelta помістили штучний плющ-ілюзію, що імітує натуральний, для захисту стовпів від наклеювання плакатів.